# Односи Југославије и Источне Немачке
Односи Југославије и Источне Немачке били су некадашњи односи између ФНР/СФР Југославије и Немачке Демократске Републике.
Југославија је признала ДР Немачку и успоставила дипломатске односе са њом 15. октобра 1957.
Одлука да се призна Источна Немачка натерала је Западну Немачку да примени Халштајнову доктрину по први пут у историји, ограничавајући односе скоро искључиво на област економије на једанаест година (до 1968.) до покретања Остполитик. У то време, грађани Југославије били су једна од највећих група Гастарбајтера. У Источном Берлину живела је знатно мања југословенска заједница, углавном као представници дипломатске и економске сарадње. Југославија је признала Источну Немачку као део својих напора да унапреди односе са Совјетским Савезом после Раскола Тито-Стаљин 1948. године. У то време, 1955. године је потписана Београдска декларација и Југославија је вербално подржала совјетску интервенцију у Мађарској 1956. године. Ова подршка је била дијаметрално супротна каснијем снажном противљењу Београда инвазији Чехословачке од стране Варшавског пакта 1968, што је довело до другог зближавања Југославије и Западног блока.
Током званичне посете Народној Републици Бугарској у септембру 1964. (у возу), председник Државног савета Источне Немачке Валтер Улбрихт је незванично посетио Београд где се састао са председником Југославије Јосипом Брозом Титом. За разлику од земаља Источног блока, југословенска Управа државне безбедности никада није развила значајнију сарадњу са источнонемачки Штазијем због сталног идеолошког и политичког антагонизма између Београда и Источног Берлина.

### Дипломатски представници

#### У Београду
- Зигфрид Бок, амбасадор, 1988—1990.
- Ралф Хартман, амбасадор, 1982—1988.
- Герхард Хан, амбасадор, 1977—1982.
- Хелмут Цибарт, амбасадор, 1973—1977.
- Карл Кормес, амбасадор, 1969—1973.
- Елеоноре Штајмер, амбасадор, 1966—1969.

#### У Источном Берлину
- Милан Предојевић, амбасадор, 1986—1990.
- Љубомир Маjерић, амбасадор, 1982—1986.
- Ђуро Јовић, амбасадор, 1978—1982.
- Милош Меловски, амбасадор, 1974—1978.
- Никола Милићевић, амбасадор, 1969—1974.
- Бојан Полак, посланик а потом и амбасадор, 1964—1969.
- Ђуро Јовић, посланик, 1961—1964.
- Митја Вошњак, посланик, 1958—1961.